# Referendo na Coreia do Sul em 1975
Um referendo constitucional foi realizado na Coreia do Sul em 12 de fevereiro de 1975. O referendo visava confirmar a autenticidade da constituição, e foi aprovado por 74,4% dos eleitores, com uma participação de 79,8%.

## Resultados
| Opção                | Votos      | %    |
| -------------------- | ---------- | ---- |
| A favor              | 9.800.206  | 74,4 |
| Contra               | 3.364.798  | 25,6 |
| Votos nulos/brancos  | 239.241    | -    |
| Total                | 13.404.245 | 100  |
| Fonte: Nohlen et al. |            |      |